# Brigitte Flierl
Brigitte Flierl (* 9. Oktober 1956 in Amberg) ist eine ehemalige deutsche Eisschnellläuferin.

## Werdegang
Flierl, die für den Münchener Eislauf-Verein startete, wurde im Jahr 1975 deutsche Juniorenmeisterin im Mini-Mehrkampf und siegte bei deutschen Meisterschaften zweimal im Sprint-Mehrkampf (1976, 1978) sowie einmal im Mini-Mehrkampf (1978). Zudem wurde sie bei deutschen Meisterschaften fünfmal Zweite sowie viermal Dritte und trat international erstmals in der Saison 1973/74 in Erscheinung. Bei den Juniorenweltmeisterschaften 1975 in Strömsund kam sie auf den 19. Platz im Mini-Mehrkampf. In der Saison 1975/76 lief sie bei einem internationalen Wettbewerb in Inzell auf den dritten Platz und bei den Juniorenweltmeisterschaften 1976 in Madonna di Campiglio auf den 15. Rang im Mini-Mehrkampf. Zudem errang sie bei der Mehrkampfweltmeisterschaft 1976 in Gjøvik den 28. Platz im Mini-Mehrkampf. In den folgenden Jahren erreichte sie bei der Sprintweltmeisterschaft 1977 in Alkmaar den 19. Platz im Sprint-Mehrkampf, bei der Mehrkampfweltmeisterschaft 1977 in Keystone den 23. Rang und bei der Mehrkampfweltmeisterschaft 1978 in Helsinki den 26. Platz im Mini-Mehrkampf. Zudem errang sie bei den Juniorenweltmeisterschaften 1977 in Inzell den zehnten Platz im Mini-Mehrkampf. In der Saison 1979/80 belegte sie bei ihrer einzigen Teilnahme an Olympischen Winterspielen im Februar 1980 in Lake Placid den 33. Platz über 1000 m sowie den 28. Rang über 500 m und bei der Sprintweltmeisterschaft 1980 in West Allis den 24. Rang. Im folgenden Jahr nahm sie an der Mehrkampfeuropameisterschaft in Heerenveen teil, wo sie nach drei von vier Läufen ausschied. In der Saison 1981/82 lief sie bei der 3-Bahnen-Tournee in Inzell auf den dritten Platz im Mini-Mehrkampf und bei der Mehrkampfeuropameisterschaft 1982 in Heerenveen auf den 16. Platz im Mini-Mehrkampf. Zudem kam sie bei der Sprintweltmeisterschaft 1982 in Alkmaar auf den 22. Platz. Letztmals international startete sie in der Saison 1983/84. Zuvor errang sie bei der Mehrkampfeuropameisterschaft 1983 in Heerenveen den 20. Platz im Kleinen Vierkampf.

## Erfolge

### Olympische Spiele
- 1980 Lake Placid: 28. Platz 500 m, 33. Platz 1000 m

### Mehrkampf-Weltmeisterschaften
- 1976 Gjøvik: 28. Platz Mini-Mehrkampf
- 1977 Keystone: 23. Platz Mini-Mehrkampf
- 1978 Helsinki: 26. Platz Mini-Mehrkampf

### Sprint-Weltmeisterschaften
- 1977 Alkmaar: 19. Platz Sprint-Mehrkampf
- 1980 West Allis: 24. Platz Sprint-Mehrkampf
- 1982 Alkmaar: 22. Platz Sprint-Mehrkampf

### Mehrkampf-Europameisterschaften
- 1982 Heerenveen: 16. Platz Mini-Mehrkampf
- 1983 Heerenveen: 20. Platz Kleiner Vierkampf

## Persönliche Bestleistungen
| Disziplin | Zeit        | Datum             | Ort      |
| --------- | ----------- | ----------------- | -------- |
| 500 m     | 42,67 s     | 16. März 1984     | Alma-Ata |
| 1000 m    | 1:27,27 min | 16. März 1984     | Alma-Ata |
| 1500 m    | 2:13,23 min | 2. Januar 1982    | Inzell   |
| 3000 m    | 4:52,89 min | 4. März 1982      | Inzell   |
| 5000 m    | 8:32,00 min | 11. Dezember 1982 | Inzell   |